# Mr. Bones (film)
Pour les articles homonymes, voir Mr. Bones.
Série
Mr. Bones 2: Back from the Past
(2008)
Pour plus de détails, voir Fiche technique et Distribution.
Mr. Bones est un film sud-africain réalisé par Gray Hofmeyr, sorti en 2001.

## Synopsis
Un guérisseur est envoyé à la recherche du fils du roi de sa tribu et ramène à la place un golfeur américain.

## Fiche technique
- Titre : Mr. Bones
- Réalisation : Gray Hofmeyr
- Scénario : Leon Schuster, Greg Latter et Gray Hofmeyr
- Musique : Julian Wiggins
- Photographie : Buster Reynolds
- Montage : Johan Lategan et Carl Morgan
- Production : Anant Singh et Helena Spring
- Société de production : Distant Horizon et Videovision Entertainment
- Pays :  Afrique du Sud
- Genre : Comédie
- Durée : 110 minutes
- Dates de sortie : 
  -  Afrique du Sud : 30 novembre 2001

## Distribution
- Leon Schuster : Mr. Bones
- David Ramsey : Vince Lee
- Faizon Love : Fats Pudbedder
- Robert Whitehead : Zach Devlin
- Jane Benney : Laleti
- Fats Bookholane : le roi Tsonga
- Seputla Sebogodi : le jeune Tsonga
- Ruth Cele : Mamise
- Sonia Mbele : Thandi

## Box-office
À sa sortie, le film est le plus gros succès de l'histoire du box-office sud-africain, surpassant Titanic. Il sera battu par sa suite, qui sort en 2008, Mr. Bones 2: Back from the Past.